# قارچ‌های کانینگهام
قارچ‌های کانینگهام (نام علمی: Cunninghamellaceae) نام یک تیره از راسته سنجاقی‌کپک‌سانان است.